# Isocrita
Isocrita é um gênero de traça pertencente à família Agonoxenidae.